# IBM OfficeVision
IBM OfficeVision（アイビーエム オフィスビジョン）はIBMの大型メインフレームコンピューター、中型AS/400などのコンピューター、パソコンIBM PC－LAN環境で動くオフィスシステム・ソフトウェアで、1989年に発表され、日本も含む世界中で、電子メールの交換、文書の作成・配布・所蔵・検索・印刷、カレンダーなどの機能などに広く使われてきた。

## はじめにPROFS、DISOSS、Office/36
コンピューターの利用が会社、官庁などで一般化しはじめた1978年代から1980年代にかけて、その応用範囲が業務用から一般のオフィス業務用への利用も高まってきた。一般のオフィス業務用とは、電子メールの交換、文書の作成・配布・所蔵・検索・印刷、カレンダーなどである。
そうした目的にIBMは、大型メインフレームコンピューターのVM上でPROFS（プロフス）、MVS上でDISOSS（ダイソス）、中型AS/400コンピューターなどのOS/400上でOffice/400などを発売してきた。また、パソコンIBM PC－LAN環境のIBM LANサーバー上には、さまざまな交換ソフトも出てきていた。

### 日本・韓国・台湾ではODPS
日本などでは業務用から一般オフィス用への利用が多少遅れたこともあり、大型メインフレームコンピューターの本格的な日本語用のシステムは、VM上でIBM ODPS（Office and Document Processing System）として、1986年に発売されている。これはその後、韓国語版、中国語繁体字版（台湾・香港用）も発売されたが、中国語簡体字版（中国用）は発売されなかった。MVS上でのオフィスシステムは、こうした2バイト言語用には発売されなかった。

## IBM OfficeVision
上の状況を統一的に解決するように、IBMは1987年に大型・中型・パソコン各レベルがお互いに連絡可能なアーキテクチャー「Systems Application Architecture」（SAA）を発表して、1989年に以下のOfficeVision製品を発表した, ：
- IBM OfficeVision/VM
- IBM OfficeVision/MVS
- IBM OfficeVision/400
- IBM OfficeVision/OS2

IBM OfficeVisionは1990年代から、世界中で広く使われたオフィスシステムで、日本でも特にOfficeVision/VMとOfficeVision/400がよく使われた。

## 将来への移行
その後のコンピューター環境の進化もあり、OfficeVision/VMは2002年に販売・出荷停止されている。現在IBMは上記全コンピューター環境について、その後買収したロータス社のノーツ（ドミノ・サーバー）の利用／への移行を薦めている。

## 参照
1. ↑  IBM Archives - 1989

- IBM OfficeVision/MVS
- Services Delivery Kit - OfficeVision/400 to Lotus Domino
- IBM統合オフィス業務ソフトODPSを機能強化